# Культурно-історична літературознавча школа
Культурно-історична школа — методологічна школа у літературознавстві та мистецтвознавстві, дуже поширена з середини XIX ст.

Засновником культурно-історичної школи в мистецтвознавстві був французький філософ-позитивіст Іпполіт Тен. Тен висунув ідею про залежність змін в мистецтві від змін суспільних потреб, побуту, звичаїв та уявлень. Соціальні фактори, що визначають своєрідність мистецтва:
- раса як сукупність вродженних та отриманих у спадок нахилів, пов'язаних з особливостями темпераменту й тілесної конституції;
- середовище проживання, що включає в себе географічне розташування країни, моральні уявлення її народу, побут та форму політичного устрою;
- історичний момент як визначений етап існування даної культури в часі.

У 80 - 90 рр. XIX ст. культурно-історична концепція поширилась серед українських літераторів. Послідовниками Тена були В.П. Горленко, М.П. Драгоманов;  М.П. Дашкевич був прихильником методів культурно-історичної школи О. М. Пипіна.

З культурно-історичних позицій починав вивчення літератури та фольклору академік О.Веселовський (1838-1906). Але методику Тена він суттєво видозмінив: поєднав культурно-історичні дослідження  з методикою міфологічної та порівняльно-історичних шкіл.